# Ciclismo nos Jogos Olímpicos de Verão de 2012 - Velocidade masculino
A prova de velocidade individual masculino do ciclismo nos Jogos Olímpicos de Verão de 2012 foi realizada entre os dias 4 e 6 de agosto no Velódromo de Londres.
No total, 17 ciclistas participaram da prova, sendo que Jason Kenny da Grã-Bretanha venceu a medalha de ouro na disputa contra o francês Grégory Baugé. O bronze foi conquistado por Shane Perkins da Austrália.

## Calendário
Horário local (UTC+1)
| Dia         | Horário     | Fase                        |
| ----------- | ----------- | --------------------------- |
| 4 de agosto | 10:00 16:00 | Qualificação Fases iniciais |
| 5 de agosto | 16:35       | Quartas-de-final            |
| 6 de agosto | 16:00 17:40 | Semifinal Final             |

## Medalhistas
| Ouro   | GBR Jason Kenny   |
| Prata  | FRA Grégory Baugé |
| Bronze | AUS Shane Perkins |

## Resultados

### Qualificação
O ciclista com o melhor tempo avançou diretamente a segunda fase e os demais classificaram-se para a primeira fase.
| Pos. | Ciclista                | Tempo  | Velocidade média (km/h) |
| ---- | ----------------------- | ------ | ----------------------- |
| 1    | GBR Jason Kenny         | 9.713  | 74.127                  |
| 2    | FRA Grégory Baugé       | 9.952  | 72.347                  |
| 3    | AUS Shane Perkins       | 9.987  | 72.093                  |
| 4    | GER Robert Förstemann   | 10.072 | 71.485                  |
| 5    | RUS Denis Dmitriev      | 10.088 | 71.371                  |
| 6    | VEN Hersony Canelón     | 10.123 | 71.125                  |
| 7    | JPN Seiichiro Nakagawa  | 10.144 | 70.977                  |
| 8    | CHN Zhang Miao          | 10.155 | 70.901                  |
| 9    | NZL Eddie Dawkins       | 10.201 | 70.581                  |
| 10   | TRI Njisane Phillip     | 10.202 | 70.574                  |
| 11   | MAS Azizulhasni Awang   | 10.226 | 70.408                  |
| 12   | USA Jimmy Watkins       | 10.247 | 70.264                  |
| 13   | CZE Pavel Kelemen       | 10.311 | 69.828                  |
| 14   | POL Damian Zielinski    | 10.323 | 69.747                  |
| 15   | RSA Bernard Esterhuizen | 10.350 | 69.565                  |
| 16   | ESP Hodei Mazquiaran    | 10.604 | 67.898                  |
| 17   | GRE Zafeiris Volikakis  | 10.663 | 67.523                  |

### Primeira fase
Os vencedores da cada bateria avançaram para a segunda fase e os derrotados disputaram a repescagem.
| Ciclista               | Tempo            | Velocidade média (km/h) |
| ---------------------- | ---------------- | ----------------------- |
| FRA Grégory Baugé      | Vencedor por DSQ | Vencedor por DSQ        |
| GRE Zafeiris Volikakis |                  |                         |

| Ciclista                | Tempo  | Velocidade média (km/h) |
| ----------------------- | ------ | ----------------------- |
| GER Robert Förstemann   | 11.100 | 64.864                  |
| RSA Bernard Esterhuizen |        |                         |

| Ciclista            | Tempo  | Velocidade média (km/h) |
| ------------------- | ------ | ----------------------- |
| VEN Hersony Canelón |        |                         |
| CZE Pavel Kelemen   | 10.840 | 66.420                  |

| Ciclista              | Tempo  | Velocidade média (km/h) |
| --------------------- | ------ | ----------------------- |
| CHN Zhang Miao        |        |                         |
| MAS Azizulhasni Awang | 10.473 | 68.748                  |

| Ciclista             | Tempo  | Velocidade média (km/h) |
| -------------------- | ------ | ----------------------- |
| AUS Shane Perkins    | 10.722 | 67.151                  |
| ESP Hodei Mazquiaran |        |                         |

| Ciclista             | Tempo  | Velocidade média (km/h) |
| -------------------- | ------ | ----------------------- |
| RUS Denis Dmitriev   | 10.690 | 67.352                  |
| POL Damian Zielinski |        |                         |

| Ciclista               | Tempo  | Velocidade média (km/h) |
| ---------------------- | ------ | ----------------------- |
| JPN Seiichiro Nakagawa |        |                         |
| USA Jimmy Watkins      | 10.399 | 69.237                  |

| Ciclista            | Tempo  | Velocidade média (km/h) |
| ------------------- | ------ | ----------------------- |
| NZL Eddie Dawkins   |        |                         |
| TRI Njisane Phillip | 10.221 | 70.443                  |

### Repescagem da primeira fase
Os vencedores de cada bateria classificaram-se para a segunda fase.
| Ciclista            | Tempo  | Velocidade média (km/h) |
| ------------------- | ------ | ----------------------- |
| VEN Hersony Canelón | 10.439 | 68.972                  |
| NZL Eddie Dawkins   |        |                         |

| Ciclista                | Tempo  | Velocidade média (km/h) |
| ----------------------- | ------ | ----------------------- |
| RSA Bernard Esterhuizen | 10.762 | 66.902                  |
| ESP Hodei Mazquiaran    |        |                         |
| CHN Zhang Miao          |        |                         |

| Ciclista               | Tempo  | Velocidade média (km/h) |
| ---------------------- | ------ | ----------------------- |
| JPN Seiichiro Nakagawa | 10.792 | 66.716                  |
| POL Damian Zielinski   |        |                         |

### Segunda fase
Os vencedores da cada bateria avançaram para as quartas-de-final e os derrotados disputaram a repescagem.
| Ciclista                | Tempo  | Velocidade média (km/h) |
| ----------------------- | ------ | ----------------------- |
| GBR Jason Kenny         | 10.363 | 69.477                  |
| RSA Bernard Esterhuizen |        |                         |

| Ciclista            | Tempo  | Velocidade média (km/h) |
| ------------------- | ------ | ----------------------- |
| AUS Shane Perkins   | 10.978 | 65.585                  |
| VEN Hersony Canelón | REL    | REL                     |

| Ciclista              | Tempo  | Velocidade média (km/h) |
| --------------------- | ------ | ----------------------- |
| RUS Denis Dmitriev    | 10.278 | 70.052                  |
| MAS Azizulhasni Awang |        |                         |

| Ciclista               | Tempo  | Velocidade média (km/h) |
| ---------------------- | ------ | ----------------------- |
| FRA Grégory Baugé      | 10.490 | 68.636                  |
| JPN Seiichiro Nakagawa |        |                         |

| Ciclista              | Tempo  | Velocidade média (km/h) |
| --------------------- | ------ | ----------------------- |
| GER Robert Förstemann |        |                         |
| TRI Njisane Phillip   | 10.467 |                         |

| Ciclista          | Tempo  | Velocidade média (km/h) |
| ----------------- | ------ | ----------------------- |
| CZE Pavel Kelemen |        |                         |
| USA Jimmy Watkins | 10.511 | 68.499                  |

### Repescagem da segunda fase
Os vencedores da cada bateria classificaram-se para as quartas-de-final e os derrotados disputaram do 9º ao 12º lugares.
| Ciclista                | Tempo  | Velocidade média (km/h) |
| ----------------------- | ------ | ----------------------- |
| RSA Bernard Esterhuizen |        |                         |
| GER Robert Förstemann   | 10.881 | 66.170                  |
| CZE Pavel Kelemen       |        |                         |

| Ciclista               | Tempo  | Velocidade média (km/h) |
| ---------------------- | ------ | ----------------------- |
| JPN Seiichiro Nakagawa |        |                         |
| VEN Hersony Canelón    |        |                         |
| MAS Azizulhasni Awang  | 10.456 | 68.859                  |

### Classificação 9º–12º lugar
| Ciclsta                 | Tempo  | Velocidade média (km/h) | Pos. |
| ----------------------- | ------ | ----------------------- | ---- |
| JPN Seiichiro Nakagawa  | 10.950 | 65.753                  | 9    |
| CZE Pavel Kelemen       |        |                         | 10   |
| RSA Bernard Esterhuizen |        |                         | 11   |
| VEN Hersony Canelón     |        |                         | 12   |

### Quartas-de-final
Os vencedores da cada bateria avançaram para as semifinais e os derrotados disputaram do 5º ao 8º lugares.
| Ciclista              | Tempo (corrida 1) | Tempo (corrida 2) |
| --------------------- | ----------------- | ----------------- |
| GBR Jason Kenny       | 10.433            | 10.030            |
| MAS Azizulhasni Awang |                   |                   |

| Ciclista              | Tempo (corrida 1) | Tempo (corrida 2) |
| --------------------- | ----------------- | ----------------- |
| FRA Grégory Baugé     | 10.472            | 10.300            |
| GER Robert Förstemann |                   |                   |

| Ciclista          | Tempo (corrida 1) | Tempo (corrida 2) |
| ----------------- | ----------------- | ----------------- |
| AUS Shane Perkins | 10.520            | 10.263            |
| USA Jimmy Watkins |                   |                   |

| Ciclista            | Tempo (corrida 1) | Tempo (corrida 2) |
| ------------------- | ----------------- | ----------------- |
| TRI Njisane Phillip | 10.545            | 10.300            |
| RUS Denis Dmitriev  |                   |                   |

### Classificação 5º–8º lugar
| Ciclista              | Tempo  | Velocidade média (km/h) | Pos. |
| --------------------- | ------ | ----------------------- | ---- |
| RUS Denis Dmitriev    | 10.340 | 69.632                  | 5    |
| USA Jimmy Watkins     |        |                         | 6    |
| GER Robert Förstemann |        |                         | 7    |
| MAS Azizulhasni Awang |        |                         | 8    |

### Semifinais
Os vencedores da cada bateria avançaram para a final e os derrotados disputaram a medalha de bronze.
| Ciclista            | Tempo (corrida 1) | Tempo (corrida 2) |
| ------------------- | ----------------- | ----------------- |
| GBR Jason Kenny     | 10.159            | 10.166            |
| TRI Njisane Phillip |                   |                   |

| Ciclista          | Tempo (corrida 1) | Tempo (corrida 2) |
| ----------------- | ----------------- | ----------------- |
| FRA Grégory Baugé | 10.358            | 10.268            |
| AUS Shane Perkins |                   |                   |

### Finais
Disputa pelo bronze
| Ciclista            | Tempo (corrida 1) | Tempo (corrida 2) | Pos.              |
| ------------------- | ----------------- | ----------------- | ----------------- |
| TRI Njisane Phillip |                   |                   | 4                 |
| AUS Shane Perkins   | 10.489            | 10.297            | Medalha de bronze |

Disputa pela ouro
| Ciclista          | Tempo (corrida 1) | Tempo (corrida 2) | Pos.             |
| ----------------- | ----------------- | ----------------- | ---------------- |
| GBR Jason Kenny   | 10.232            | 10.308            | Medalha de ouro  |
| FRA Grégory Baugé |                   |                   | Medalha de prata |